# Quièvrecourt
Quièvrecourt is een gemeente in het Franse departement Seine-Maritime (regio Normandië) en telt 424 inwoners (2005). De plaats maakt deel uit van het arrondissement Dieppe.

## Geografie
De oppervlakte van Quièvrecourt bedraagt 4,0 km², de bevolkingsdichtheid is 106,0 inwoners per km².
De onderstaande kaart toont de ligging van Quièvrecourt met de belangrijkste infrastructuur en aangrenzende gemeenten.

## Demografie
Onderstaande figuur toont het verloop van het inwonertal (bron: INSEE-tellingen).